# Korvanen
Korvanen var en by i kommunen Sodankylä i den ekonomiska regionen Norra Lappland och landskapet Lappland i Finland. Byn evakuerades och brändes ned under Lapplandskriget så att bara en bastu och en väderkvarn stod kvar. Efter kriget byggdes byn upp igen och besto som mest av 26 familjer. Där fanns en skola med 50 elever, internat för 32 elever och telefonväxel. Vägen från Vuotso till Lokka passerade Korvanen.
När Lokka bassäng dämdes upp i slutet av 1960-talet dämdes byn över. Platsen där byn låg är nu en ö i Lokka bassäng. Öns area är 1,4 hektar och dess största längd är 180 meter i öst-västlig riktning.